# Prunus brittoniana
Prunus brittoniana är en rosväxtart som beskrevs av Henry Hurd Rusby. Prunus brittoniana ingår i släktet prunusar, och familjen rosväxter. Inga underarter finns listade i Catalogue of Life.